# Mersenius
Mersenius – krater uderzeniowy położony na zachodnim brzegu Mare Humorum, na południowo-zachodniej części Księżyca. Na południowy zachód znajduje się krater Cavendish, a na południowym wschodzie krater Liebig.
Ściany krateru są mocno zniszczone, szczególnie północna część. Krater Mersenius N leży w samym środku południowo-zachodniej krawędzi. Wnętrze zostało zalane przez strumienie lawy, które utworzyły nawierzchnię wypukłej kopuły. Jej wysokość szacuje się na 450 metrów w stosunku do podłoża ścian. Jest bardziej prawdopodobne, że została utworzona przez lawę znajdującą się pod powierzchnią. Na powierzchni całego wnętrza znajdują się liczne mniejsze kratery, ale mniej w pobliżu centralnego szczytu. Dodatkowo dwie wątłe szczeliny biegną w pobliżu wnętrza krateru.
Na wschód od krateru na powierzchni i krawędzi Mare Humorum znajduje się system szczelin tektonicznych zwanych Rimae Mersenius. Są one generalnie równoległe i biegną w kierunku północno-zachodnim. Ich długość osiąga około 230 km.

## Satelickie kratery
| Mersenius | Szerokość | Długość | Średnica |
| --------- | --------- | ------- | -------- |
| B         | 21,0° S   | 51,6° W | 15 km    |
| C         | 19,8° S   | 45,9° W | 14 km    |
| D         | 23,1° S   | 46,8° W | 34 km    |
| E         | 22,5° S   | 46,0° W | 10 km    |
| H         | 22,5° S   | 49,9° W | 15 km    |
| J         | 21,0° S   | 52,8° W | 5 km     |
| K         | 21,2° S   | 50,7° W | 5 km     |
| L         | 19,9° S   | 48,4° W | 3 km     |
| M         | 21,2° S   | 48,3° W | 5 km     |
| N         | 22,1° S   | 49,2° W | 3 km     |
| P         | 19,9° S   | 47,8° W | 42 km    |
| R         | 19,3° S   | 47,6° W | 4 km     |
| S         | 19,2° S   | 46,9° W | 16 km    |
| U         | 23,0° S   | 50,0° W | 4 km     |
| V         | 22,9° S   | 50,5° W | 5 km     |
| W         | 23,0° S   | 50,8° W | 5 km     |
| X         | 22,4° S   | 47,9° W | 4 km     |
| Y         | 22,7° S   | 48,2° W | 4 km     |
| Z         | 21,0° S   | 50,6° W | 3 km     |